# Умшлагплац

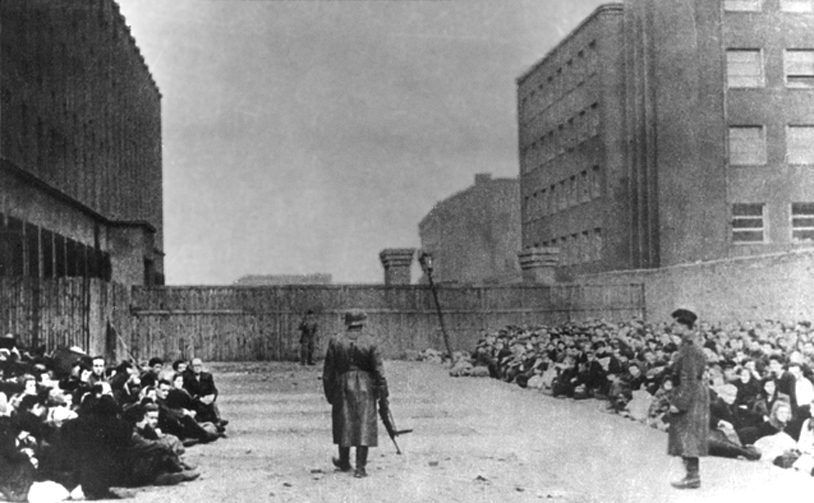
Євреї чекають на потяг на Умшлагплаці. Зараз на цьому місці знаходиться проїжджа частина з трамвайними коліями. З обох боків збереглися будинки шкіл, зараз тут знаходяться Комплекс ліцейних та економічних шкіл № 1 (ліворуч) та Відділ психології Варшавського університету (праворуч)

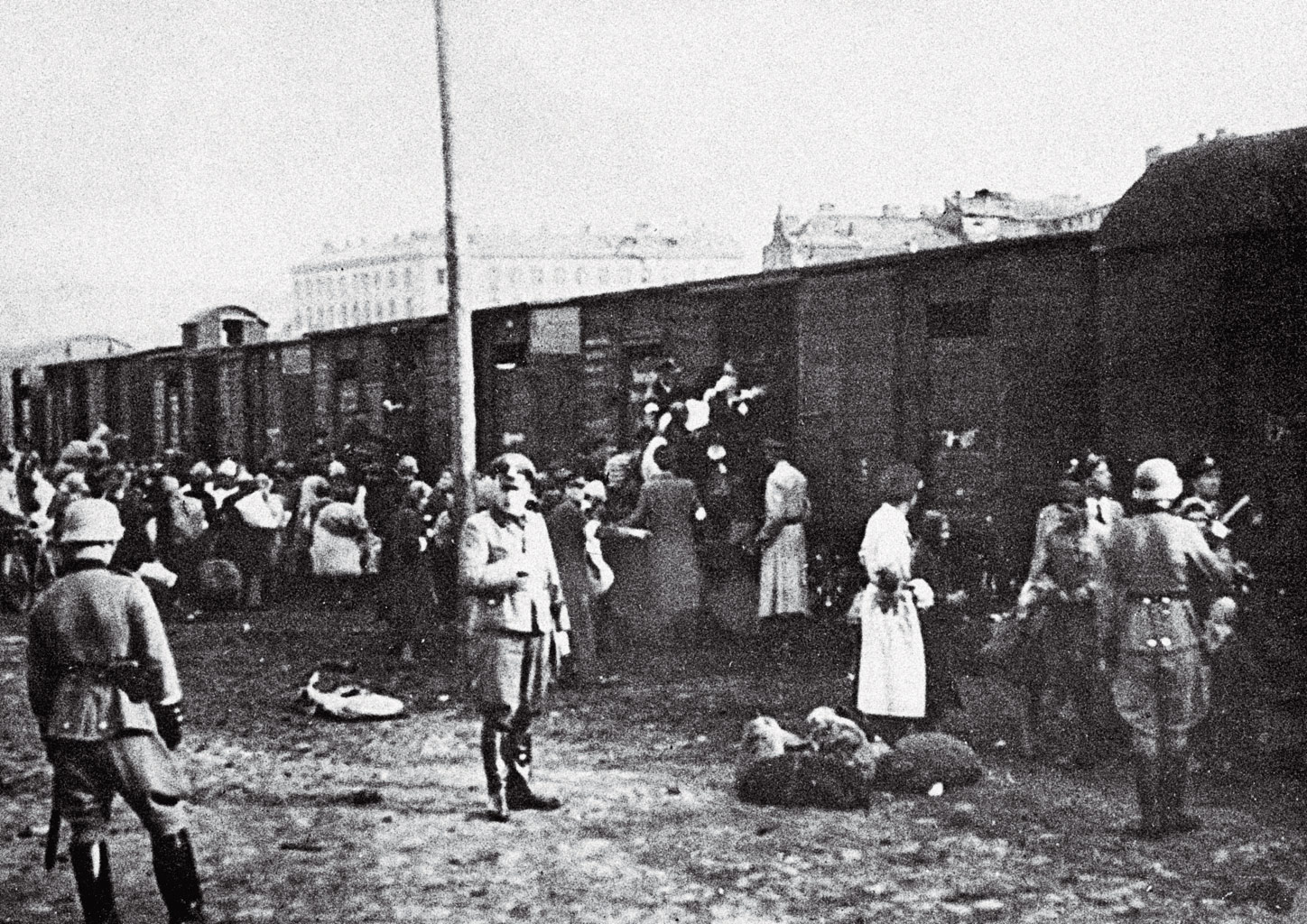
Мешканців гетто відправляють до вагонів на рампі Умшлагплацу

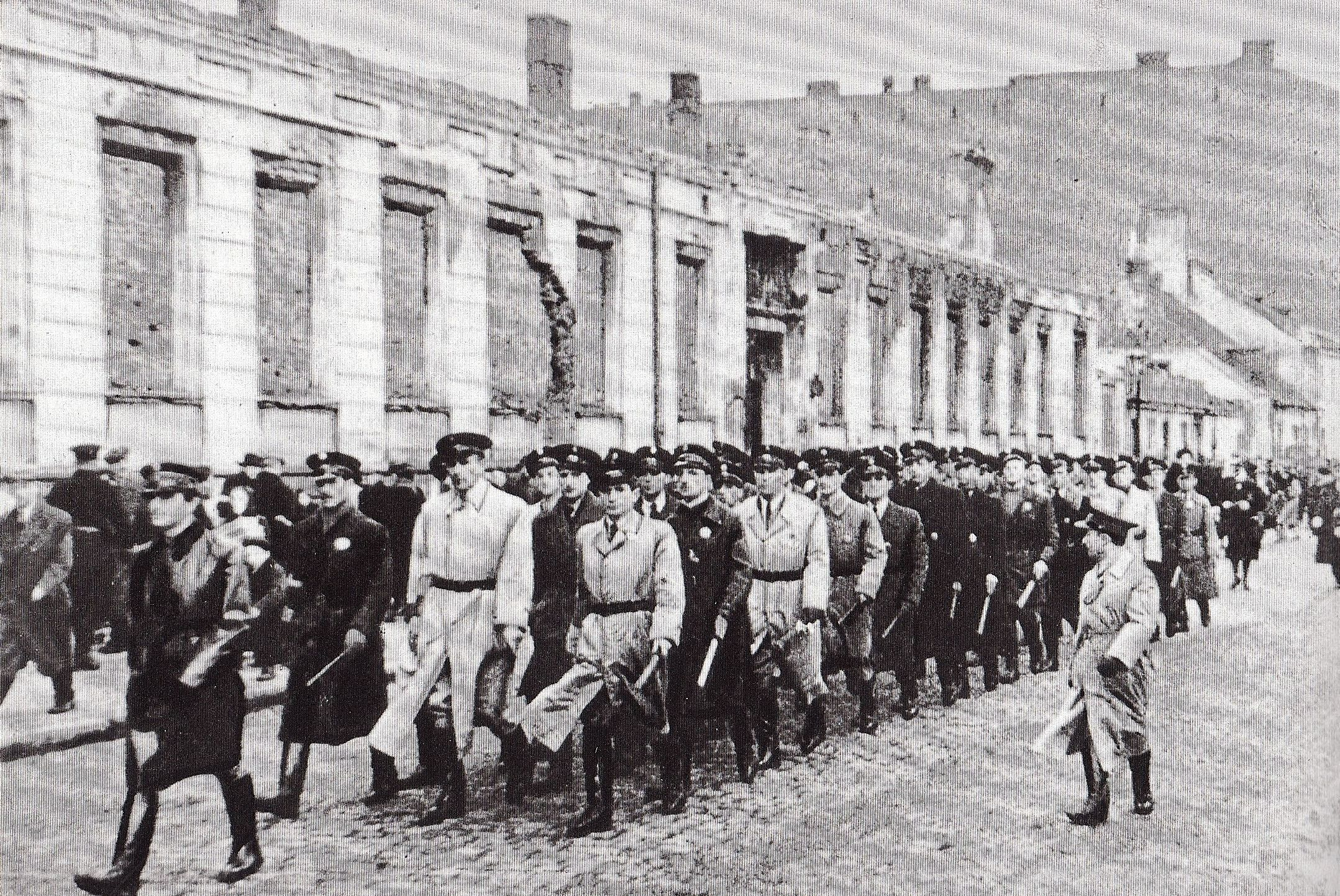
Загін єврейської поліції на

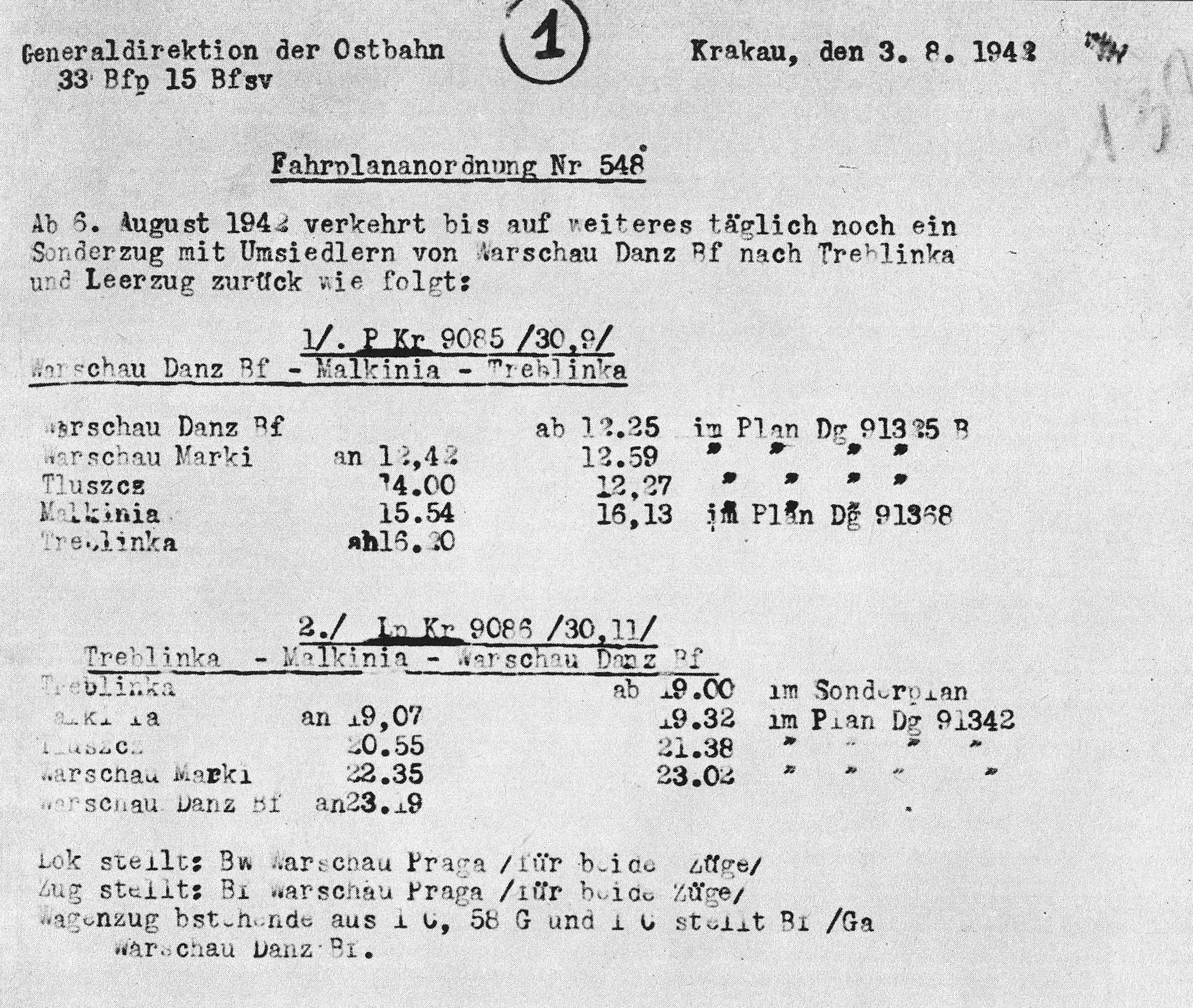
Розклад № 548 в Кракові за 3 серпня 1942 року, яким вводилось курсування від 6 серпня додаткового потягу зі станції Варшава-Гданська до станції

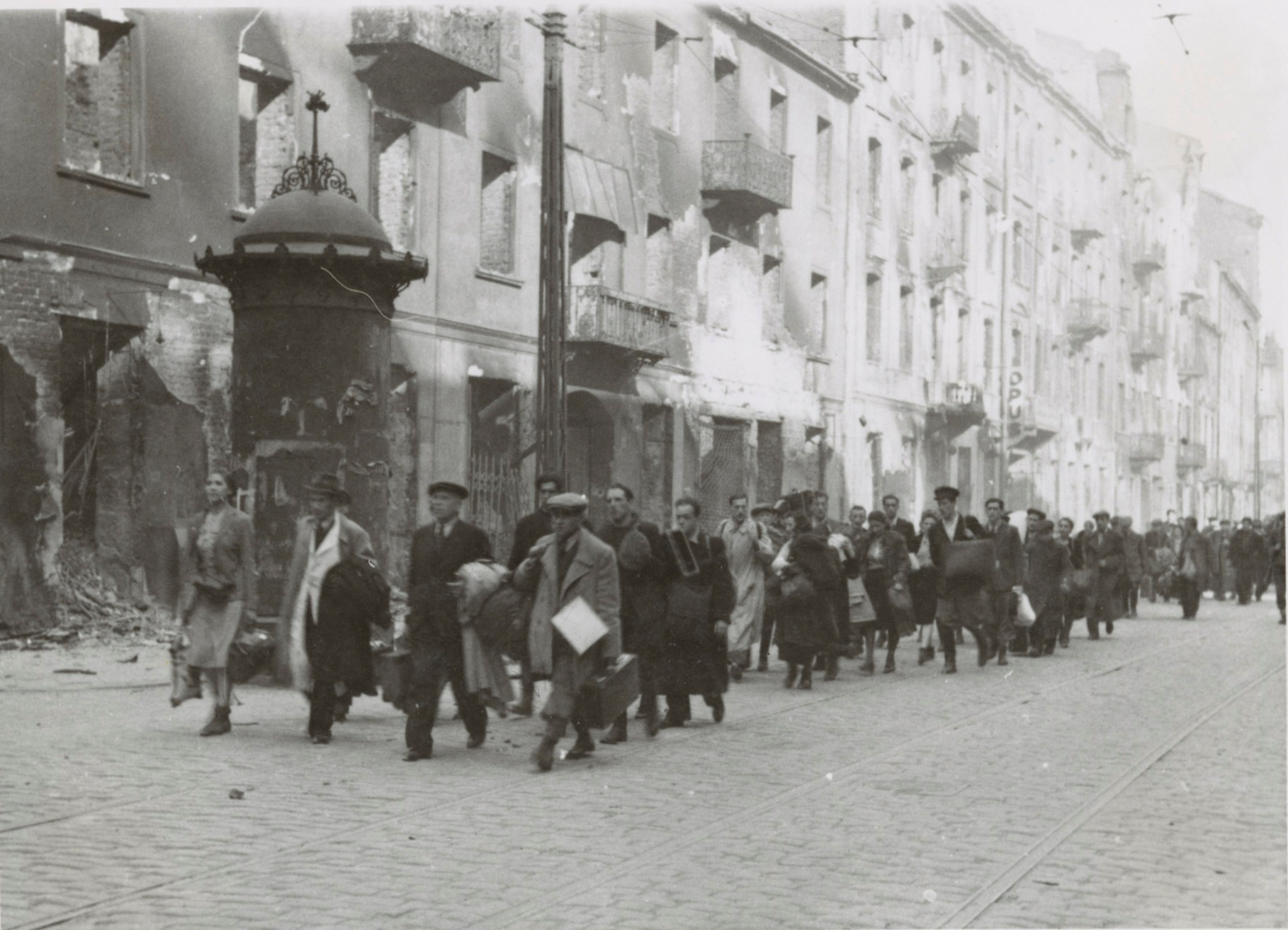
Повстання у Варшавському гетто. Євреї по дорозі на Умшлагплац на

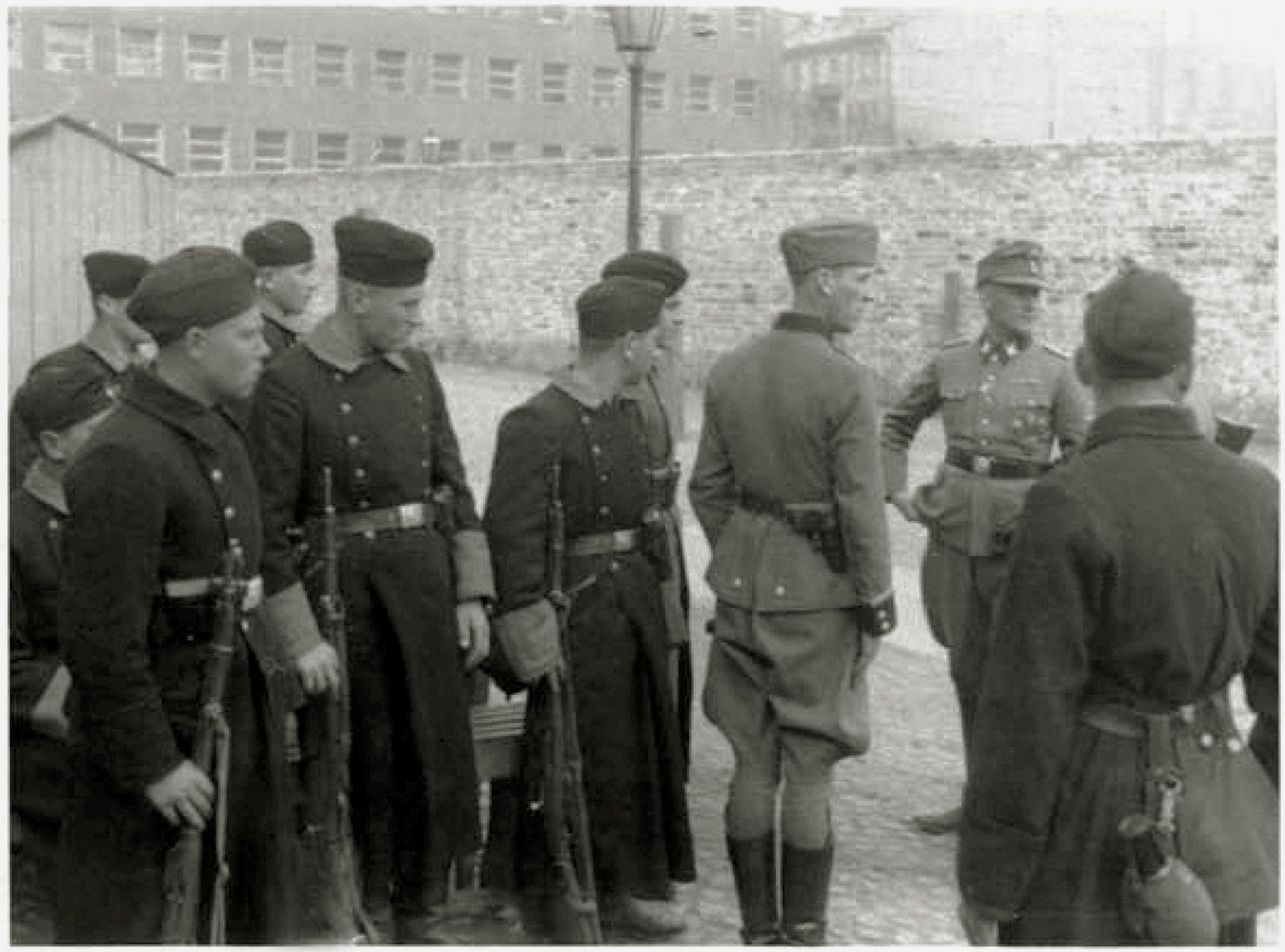
Генерал Юрґен Штроп та солдати допоміжних формувань (так звані аскариси) на Умшлагплаці

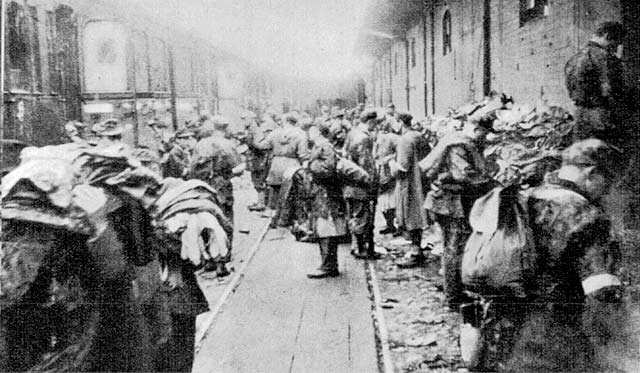
Солдати АК у відбитих складах на Ставках (1 серпня 1944 року)

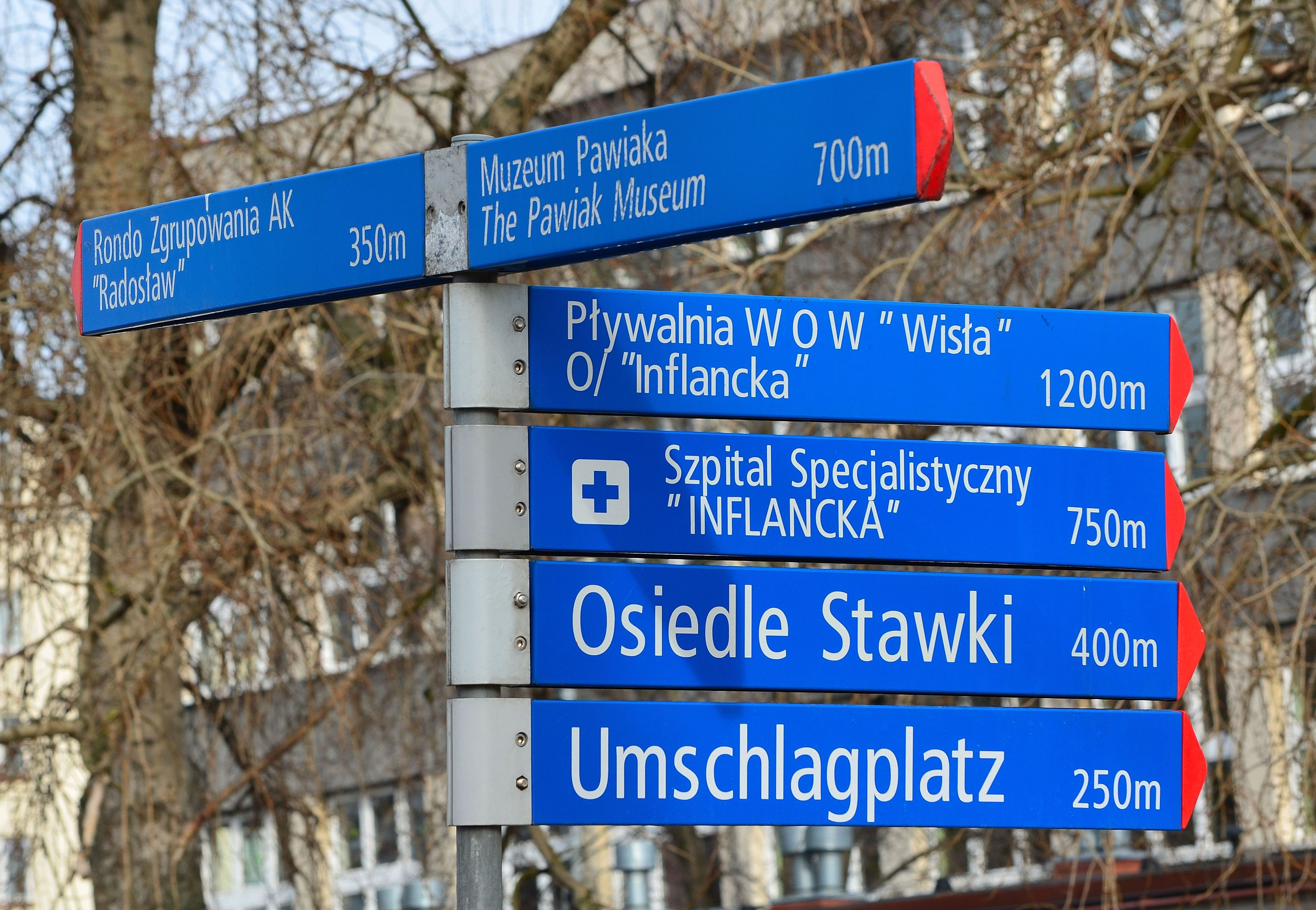
Стовп на перехресті та Ставків, який вказує, серед іншого, на колишній Умшлагплац

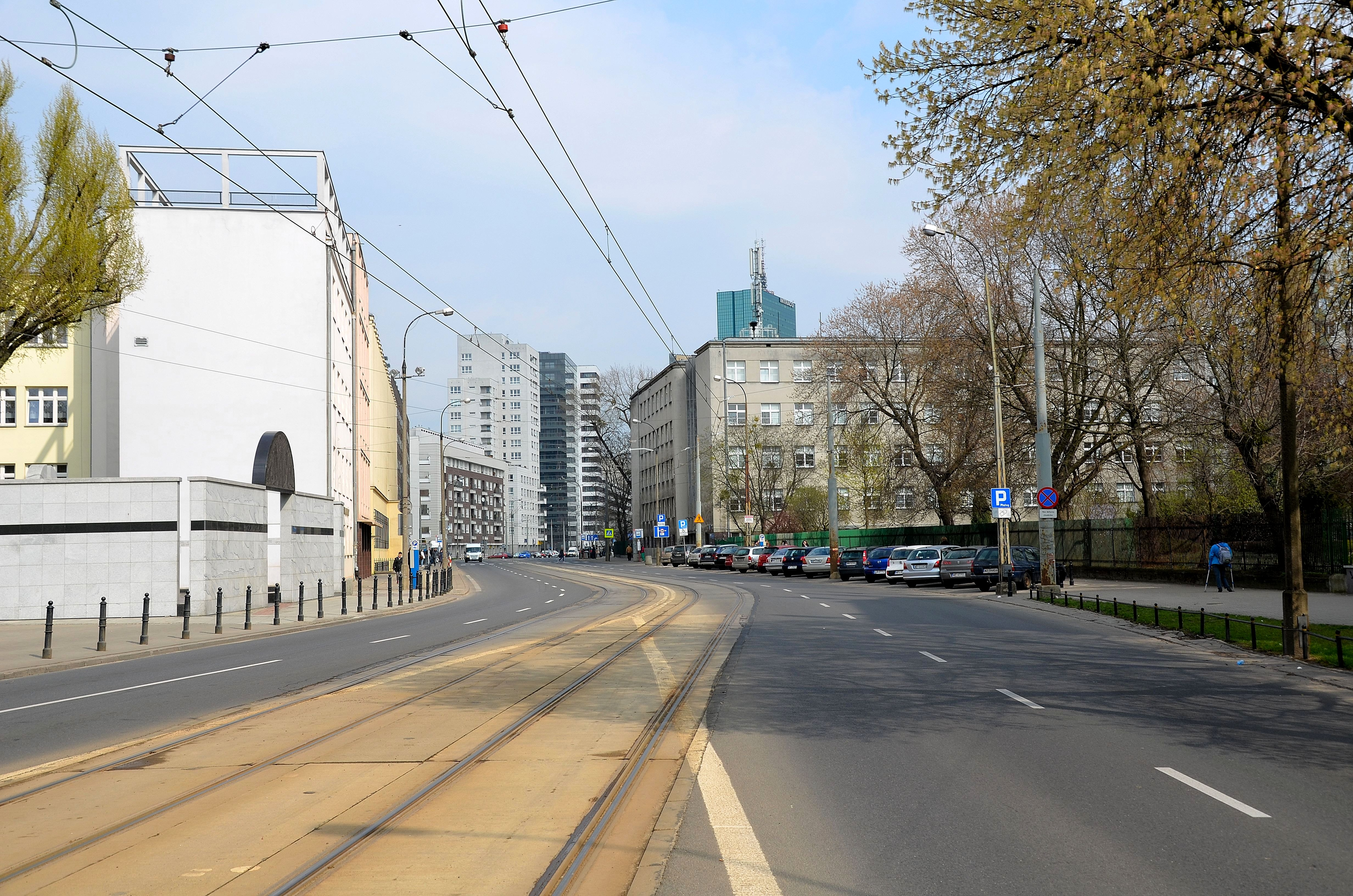
Сучасний вигляд південної частини колишньої перевалочної площі, ліворуч видно Пам'ятник на місці Умшлагплацу та шкільні будинки, прямо — корпус Відділу психології Варшавського університету

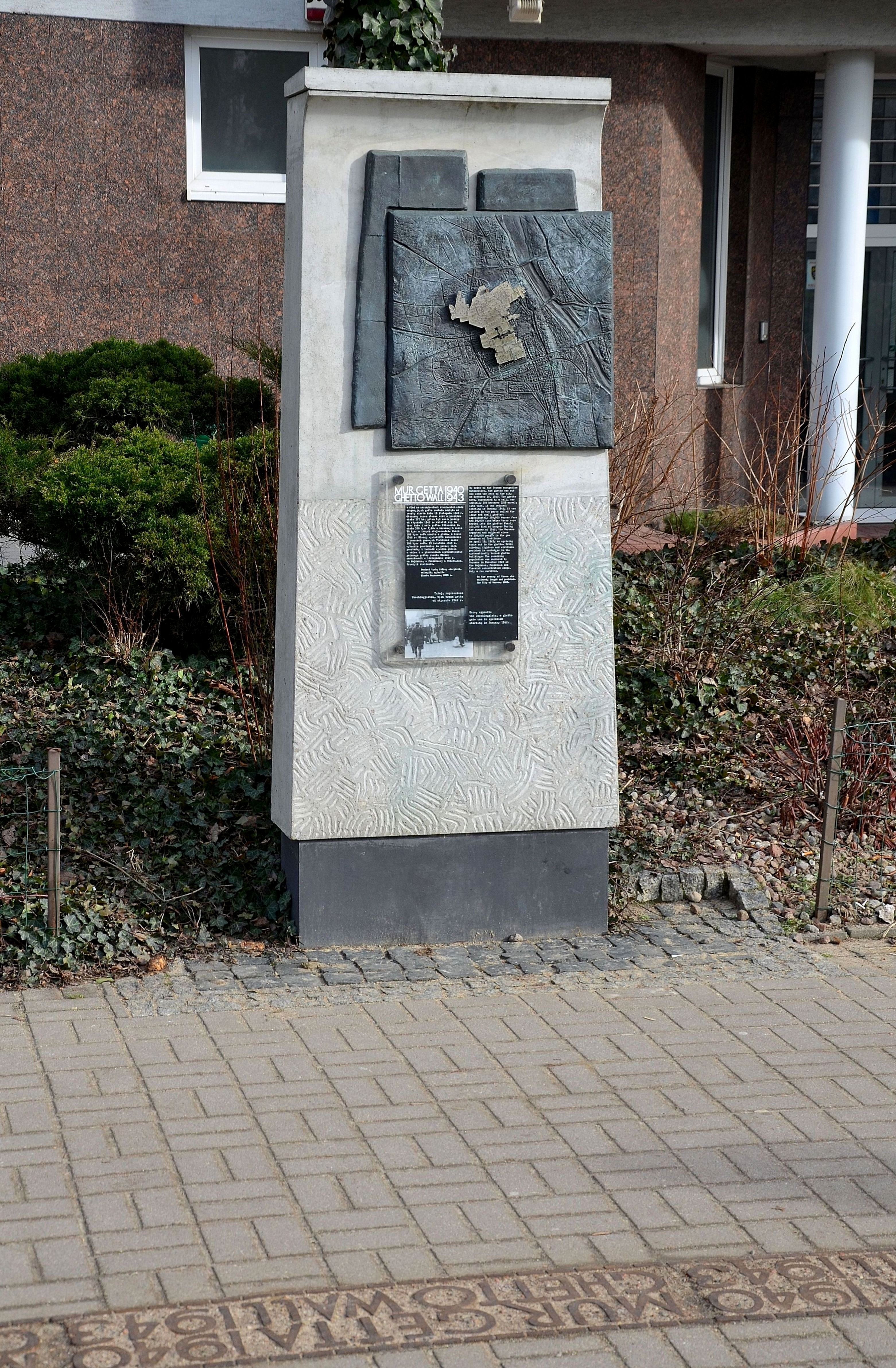
на на місті воріт, що вели на Умшлагплац

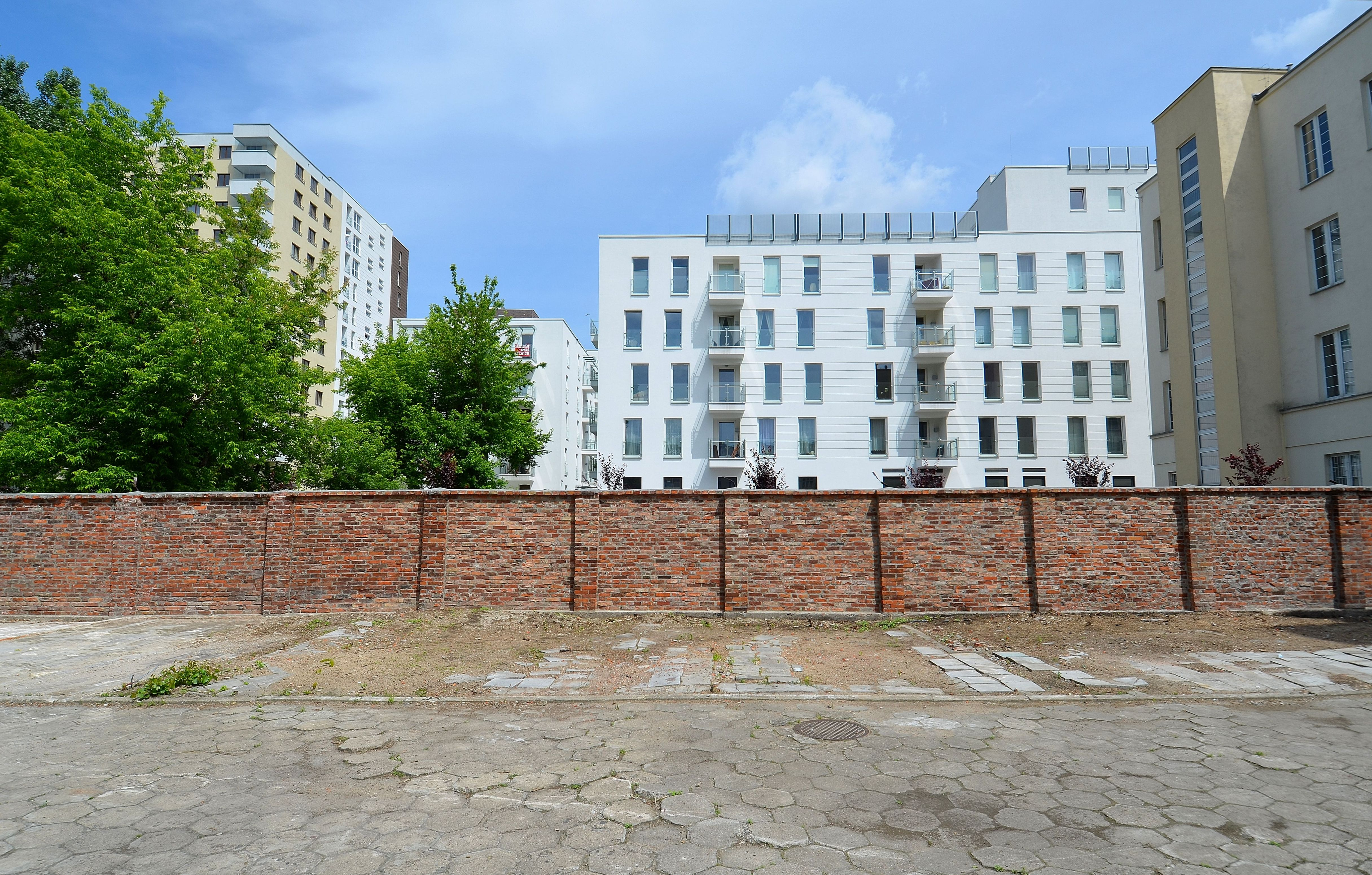
Відреставрований фрагмент старого муру Умшлагплацу, подвір'я школи на вулиці Ставкі, 10

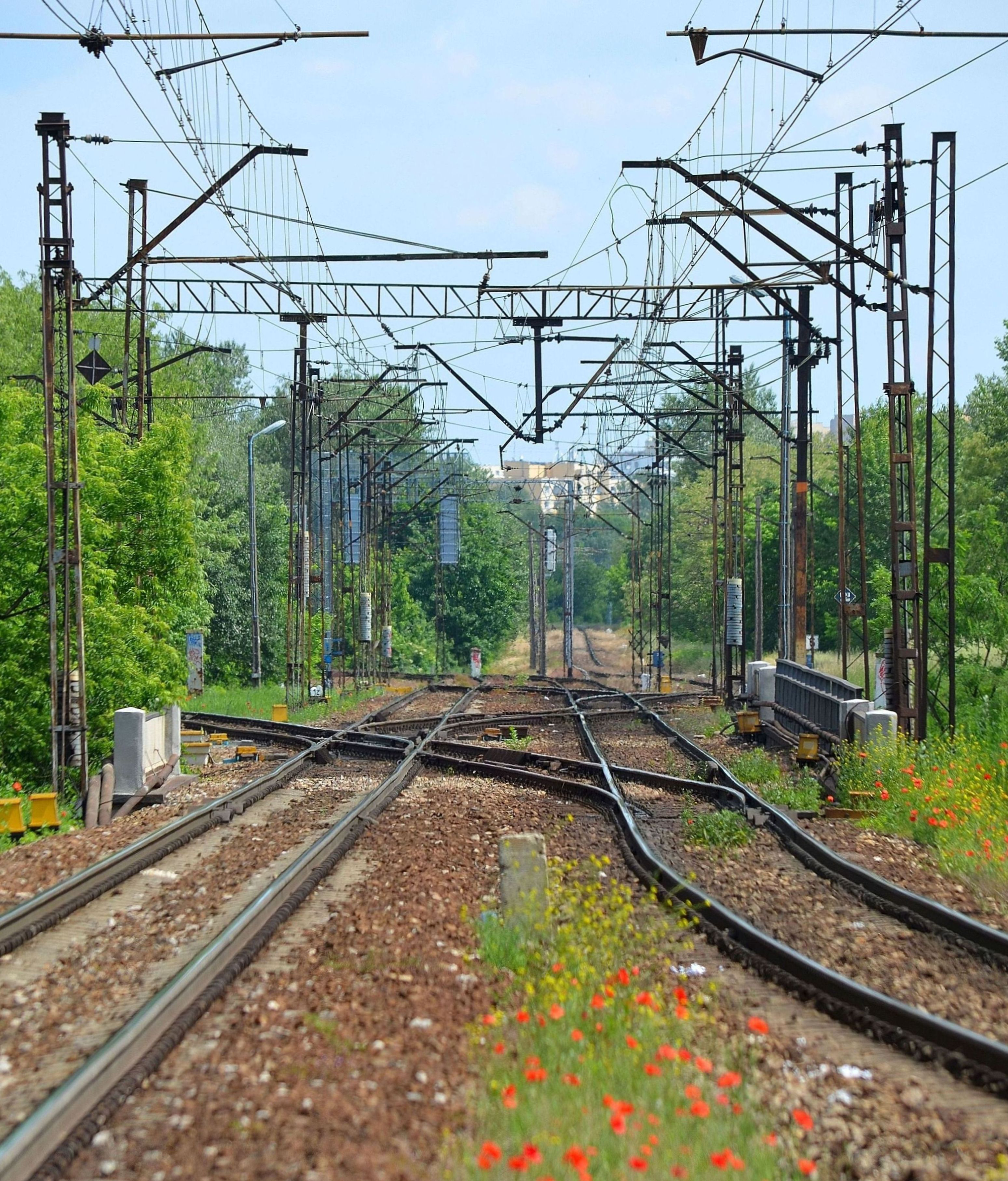
, якою по дорозі до Треблінки проїжджали потяги з Умшлагплацу

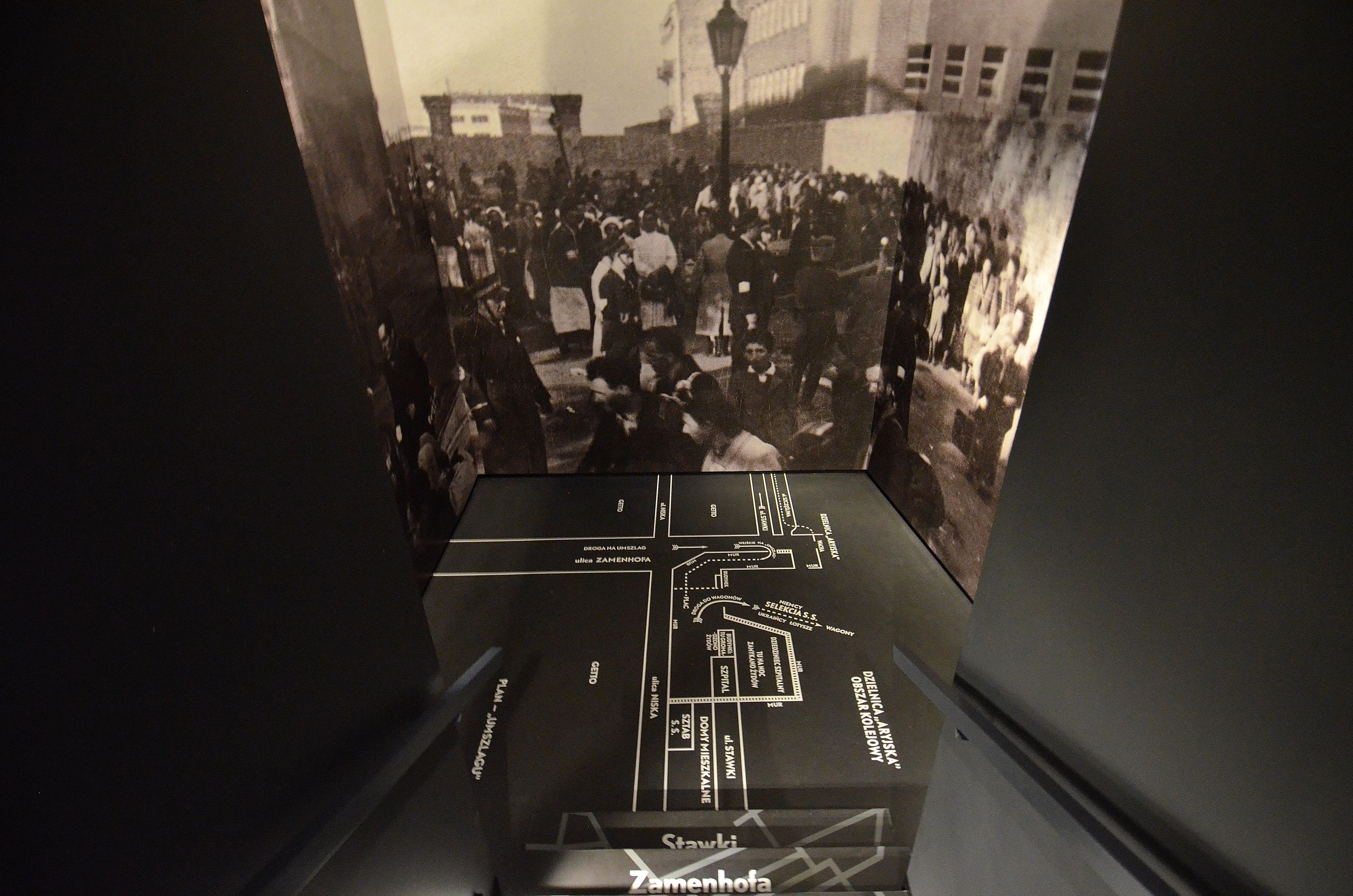
Фрагмент експозиції, присвячений Умшлагплацові, з картою перевалочної площі в Музеї історії польських євреїв у Варшаві

52°15′08″ пн. ш. 20°59′21″ сх. д. / 52.25230833° пн. ш. 20.98907778° сх. д.
Умшлагплац (з нім. Umschlagplatz, перевалочна площа) — колишня залізнична рампа на вулиці Ставкі 4/6 у Варшаві, яка разом із сусідніми будинками у 1942–1943 роках використовувалася як місце концентрації євреїв з Варшавського гетто перед їх вивезенням до табору смерті в Треблінці або до таборів у Дистрикті Люблін.

## Історія до 1942 року
Після спорудження у 1876 році Варшавської об'їзної залізниці до військових складів, що знаходились на вулиці Ставкі, було проведено бічну колію. У 1921 році на вулиці Ставкі, 4/6 відкрили Складський будинок постачання до муніципальних установ (пол. Dom Składowy Miejskich Zakładów Zaopatrywania Warszawy), якому належали великі складські приміщення, збудовані вздовж рамп при колії. У 1935 році на цій же ділянці було збудовано сучасний корпус для трьох загальноосвітніх шкіл (№ 112, 120 і 122).
В грудні 1940 року частина території, якій німці надали назву «перевалочна площа» — Umschlagplatz (багато мешканців гетто називали його в повсякденному вжитку Умшлагом), опинилась у розпорядженні спеціальної німецької установи Transferstelle (Бюро перевезень). Transferstelle, кабінети якого знаходились по вулиці Крулєвській, 23, контролювало весь торговельний обіг товарів між Варшавським гетто та «арійською» частиною міста. Товари, які замовлялись до гетто, привозились до залізничної рампи на Умшлагплаці, де нацисти встановили митний кордон гетто. Тут вони перевірялися, а після перевірки їх могли забрати імпортери з іншого боку рампи. За подібним принципом відбувалося і офіційне вивезення товарів з гетто.
У квітні 1942 року до Варшавського гетто через Умшлагплац потрапили близько 4 тисяч німецьких євреїв (зокрема з Берліна, Франкфурта-на-Майні, Гельзенкірхена та Гановера).
На межі січня та лютого 1942 року південна частина комплексу, яка безпосередньо прилягала до території гетто — будинки по вулиці Ставкі 6, 8 та 10, а також увесь непарний бік тієї вулиці від Дзікої до Покорної була включена до меж гетто.

## Велика ліквідаційна акція (липень-вересень 1942 року)
Від 22 липня 1942 року залізничні споруди, рампи, корпус загальноосвітніх шкіл, а також інші об'єкти, які знаходилися на цій території, почали використовуватись як місце для селекції, утримування та завантаження євреїв до вагонів перед їх вивезенням до Треблінки. Штаб-квартира комендатури відділу СС, який контролював процес депортації, розташовувалася в будівлі шкіл № 153 та 175 по вулиці Ставкі, 21 (за сучасною нумерацією — 5/7). Умшлагплац було поділено на дві частини. Перша з них, південна, включала огороджену від решти гетто муром частину вулиці Ставкі разом із будинками з парного боку вулиці. Тут, сидячи на землі або перебуваючи в будинках, євреї чекали на прибуття потягу та формування составу. Внутрішня брама гетто, що вела до цієї частини Умшлагплацу, знаходилася з боку вулиці Дзікої. Друга частина, північна, охоплювала територію з бічною колією, де і відбувалося завантаження до вагонів. За інформацією Владислава Шпільмана, на перевалочній площі могло поміститися до 8000 осіб.
Більшість євреїв діставалась до розташованого на північному кінці гетто Умшлагплацу пішки вулицею Заменгофа (до війни ця вулиця від перехрестя з вулицею Ґенсею повертала дугою в західний бік і доходила до Дзікої біля теперішнього перехрестя Ставків з Кармелітською).
При виконанні депортації влітку 1942 року значну негативну роль відіграла Єврейська поліція під операційним командуванням Якуба Лейкіна. Члени цього формування були безпосередніми виконавцями німецьких наказів, багато з них були відомі своєю жорстокістю та прагненням до наживи. Протягом перших днів «акції» в приганянні людей на Умшлагплац брали участь виключно єврейські поліцаї. Техніка депортації з гетто виглядала так: спершу оточувалися будинки або групи будинків, а потім всі їх мешканці зганялись в одне місце (на подвір'я чи вулицю). Після перевірки документів невелика група осіб, яка не підлягала виселенню, відпускалась. Інші під конвоєм переходили на Умшлагплац. Порожні приміщення перевірялись, тих, хто переховувався, або вбивали на місці, або разом з іншими відправляли на Умшлагплац. Тут відбувалася друга селекція. Невелику кількість євреїв, переважно молодих чоловіків, відокремлювали і під конвоєм направляли до так званого Дулагу (транзитний табір, Durchgangslager), який знаходився з «арійського» боку на вулиці Лешно, 112. Тут вони чекали на направлення до праці на промислових підприємствах чи будівництві фортифікаційних споруд або ж вивозилися до таборів праці.
Рішення про черговість виселення частин гетто приймались німцями. Від серпня почали блокуватись і так звані шопи (німецькі виробничі підприємства, створені на території гетто) та відділення Юденрату.
29 липня відбулася спроба заохотити мешканців гетто до добровільного зголошення на виселення. Відповідно до розвішаного того дня оголошення керівника поліції кожен, хто до 31 липня (термін пізніше було продовжено до 4 серпня) приходив на Умшлагплац, мав отримати 3 кг хліба та 1 кг мармеладу.
Територія площі була під суворою охороною німців, українських та литовських допоміжних формувань та єврейської поліції. Функції коменданта Умшлагплацу виконував Мечислав Шмерлінґ (пол. Mieczysław Szmerling) — відомий своєю брутальністю підобводовий Єврейської поліції (за рекомендацією німецької влади наприкінці липня 1942 року підвищений до посади обводового). Шмерлінґ, якого Емануель Рінґельблюм описував як «гіганта з гострою борідкою та обличчям убивці», охоче й слухняно виконував накази нацистів. Неодноразово він виганяв із лав поліції осіб, які випускали євреїв з Умшлагплацу. Разом з тим, сам за звільнення з площі отримував величезні хабарі. Рінґельблюм згадував, що коли він намагався переконати Шмерлінґа випустити з Умшлагплацу кількох єврейських інтелектуалів, той побив його батогом. Заступником коменданта Умшлагплацу був Юзеф Роде-Куч (пол. Józef Rode-Kucz), обводовий і колишній унтер-офіцер Французького іноземного легіону.
Протягом перших днів «акції» на Умшлагплаці масово розстрілювали людей, які були нездатні витримати переїзд до Треблінки (переважно старих та хворих). Згодом кількість страт зменшилась, розстрілювали на місці тільки тих, хто чинив опір чи намагався втекти. Старих, хворих і немічних також страчували на території єврейського цвинтаря. Єврейські поліцаї, а також литовські та українські охоронці (так звані Trawniki-Männer) брали великі хабарі за звільнення з площі. Спершу можливість покинути Умшлагплац коштувала близько 1000–2000 злотих з людини. Згодом ціна виросла до 10 000 злотих. Неодноразово жінки були змушені платити власним тілом за звільнення. На площі та в будинках, що входили до цієї території, панували жахливі санітарні умови. Не вистачало води.
Час очікування зібраними на Умшлагплаці євреями потяга коливався від кількох годин до навіть кількох днів. Для депортації використовувалася західна залізнична рампа, інша частина комплексу на Ставках продовжувала виконувати звичайні функції постачання. Потяг до Треблінки складався із близько 60 товарних вагонів. Завантаження у вагони відбувалося в поспіху, а євреїв, яких гнали на рампу, часто били і нацьковували на них собак. В один вагон запихали близько 100 осіб. Внаслідок нестачі місця людям найчастіше доводилось їхати до Треблінки стоячи.
Перший потяг з Умшлагплацу до Треблінки виїхав після обіду 22 липня 1942 року. Францішек Зомбецкі, працівник залізничної станції в Треблінці та вояк Армії Крайової так описав прибуття цього потяга до місця призначення:
| В четвер, 23 липня 1942 року, вранці з Малкіні[pl] вирушив перший потяг із «переселенцями» (…). Він складався з 60 критих вагонів, напханих людьми. Там були старі, молоді, чоловіки, жінки, діти та немовлята в пелюшках. Двері вагонів були замкнені, вікна заґратовані колючим дротом. На сходах вагонів з обох боків поїзда та навіть на даху стояли і лежали кільканадцять СС-івців з автоматами, знятими із запобіжників. (…) Переселенці були надзвичайно спресовані у вагонах. Всі мусили стояти, позбавлені доступу повітря та можливості справляння природних потреб. Їхали, як в розігрітих печах. Висока температура, брак повітря, духота створили умови, які не міг витримати навіть здоровий, молодий і сильний організм. З вагонів було чути стогони, крики, прохання води та допомоги лікаря. (…) Ціла станція наповнилася стогоном та криком кількох тисяч осіб. Через вікна викидали нечистоти. Попри те, що день був спекотний, з вагонів йшла пара (…) Оригінальний текст (пол.) Dnia 23 lipca w czwartek 1942 r. w godzinach rannych wyszedł z Małkini pierwszy transport z „przesiedleńcami” (...). Pociąg składał się z 60 wagonów krytych, zatłoczonych ludźmi. Byli tam starzy, młodzi, mężczyźni, kobiety, dzieci i niemowlęta w betach. Drzwi wagonów były zaryglowane, okienka zakratowane drutem kolczastym. Na stopniach wagonów z jednej i drugiej strony pociągu, a nawet na dachach, stało i leżało kilkunastu SS-manów w automatami gotowymi do strzału. (...) „Przesiedleńcy” byli niesamowicie stłoczeni w wagonach. Wszyscy musieli stać, pozbawieni dostępu powietrza i możliwości załatwienia potrzeb naturalnych. Jechali jak w rozgrzanych piecach. Wysoka temperatura, brak powietrza, upał wytworzyły warunki nie do wytrzymania, nawet przez zdrowe, młode i silne organizmy. Z wagonów dobywały się jęki, krzyki, wołania o wodę, o lekarza. (...) Cała stacja wypełniła się jękiem i krzykiem kilka tysięcy ludzi. Przez okienka wyrzucano nieczystości. Z wagonów unosiła się para, mimo że dzień był upalny (...) |
Щодня з Варшави вивозили в середньому 4000−5000 осіб. Від 6 серпня, згідно з розкладом № 548 Генеральної дирекції Східної залізниці в Кракові, з Варшави до Треблінки було запущено додатковий вантажний потяг. Він прибував на Умшлагплац близько 9 ранку, виїжджав із Варшави-Гданської о 12:25 і, за розкладом, прибував до Треблінки о 16:20. Запуск другого маятникового поїзда призвів до того, що денна кількість євреїв, яких вивозили до Треблінки, перевищила 10 000.
Зазвичай поїздка до Треблінки тривала кілька годин, але могла бути й довшою, навіть до кількох десятків годин, коли «єврейські» поїзди, що їхали переповненими коліями в білостоцькому напрямку, мусили чекати в тупиках, пропускаючи військові состави, що їхали на Східний фронт чи поверталися з нього. Корки утворювалися і біля самого табору в Треблінці (особливо протягом перших тижнів його функціонування). Через продовжений час поїздки та те, що табір смерті не приймав транспорт уночі, євреїв часто страчували в газових камерах наступного дня після виїзду з Варшави. На станції в Треблінці поїзди роз'єднували на три частини, які почергово доїжджали до рампи табору, розташованого на відстані близько 4 кілометрів. Після очищення вагонів порожній поїзд повертався до Варшави.
5 серпня 1942 року до Треблінки був вивезений Януш Корчак разом із близько 200 дітьми із Дому сиріт. 13 серпня до корпусу по вулиці Ставкі, 8 було перенесено й об'єднано дві лікарні, що діяли в гетто: Єврейський шпиталь (два відділення цієї лікарні працювали тут і раніше) та Дитячий шпиталь Берсонів та Бауманів. Після того, як нацисти віддали наказ про вивезення лікарні, аби важко хворі не мучились в поїзді до Треблінки, медсестри давали їм ін'єкції морфіну, а дітям — розбавлений у воді ціанід калію.
19−21 серпня в акції відбулась перерва, оскільки німці ліквідовували гетто в околицях Варшави (зокрема, в Отвоцьку, Фаленіці, Рембертові та Мінську Мазовецькому). Вдруге депортацію було призупинено на 28 серпня — 2 вересня. Причиною стала реорганізація табору в Треблінці та побудова нового будинку з газовими камерами.
Щоденні виїзди потягів до Треблінки припинилися 12 вересня, тобто після збору і селекції населення, що залишалось у гетто, в так званому котлі на вулиці Ніскій (6-11 вересня). Останній поїзд до Треблінки під час великої депортаційної акції виїхав з Умшлагплацу 21 вересня 1942 року. В ньому були єврейські поліцаї та їх родини, загалом близько 2200 осіб.
За німецькими джерелами з гетто до табору смерті в Треблінці було вивезено 253 742 євреї. За єврейськими джерелами депортованих було близько 300 000 осіб, коло 10 300 загинуло на території гетто, 11 580 були переведені до Дулагу, а близько 8000 втекло на «арійський» бік.
Від вересня 1942 року Умшлагплац знову став головним місцем офіційного торговельного обміну між гетто і підприємствами на його території з зовнішнім світом. Ці функції він виконував до кінця існування Варшавського гетто.

## 1943–1944 роки
Під час другої акції виселення (так званої січневої акції) 18-21 січня 1943 року з Умшлагплацу було вивезено й страчено в Треблінці близько 5000 євреїв.
Під час повстання у Варшавському гетто поїзди з євреями спрямовувалися до Треблінки (близько 6000−7000 осіб), а також до таборів на Майданеку, в Понятовій та Травниках (близько 36 000 осіб).
Район Умшлагплацу також став місцем боротьби під час Варшавського повстання. Вже в перший день повстання загін Кедиву під керівництвом Станіслава Сосабовскі відбив великі німецькі склади провізії та обмундирування, які там знаходилися.

## Після 1945 року
У Другій світовій війні вціліли два найбільші будинки з території Умшлагплацу (Ставкі 4/6 та Ставкі 8, зараз вони мають спільну адресу Ставкі, 10). В першому з них від 1958 року міститься Комплекс ліцейних та економічних шкіл № 1 (пол. Zespół Szkół Licealnych i Ekonomicznych nr 1), який продовжує традиції Державної торговельної школи імені Й. та М. Реслерів (пол. Państwowa Szkoła Handlowa im. J. i M. Roeslerów). У дворі будинку зберігся фрагмент муру гетто, який був межею Умшлагплацу. В сусідньому корпусі розмістилася кооперація «Społem». На території колишньої перевалочної площі з'явився автовокзал і бензозаправка.
Зберігся також будинок на вулиці Ставкі, 21 (зараз 5/7), в якому була комендатура відділу СС. Від 1973 року тут знаходиться Відділ психології Варшавського університету.
Склади та бічні колії були розібрані. У 1974−1978 роках на їх місці було збудовано житловий комплекс «Stawki» за проектом Зоф'ї Гаманової, який мешканці називають Манхетеном. У 1956 році на вулиці Ставкі було відкрито трамвайну лінію.

## Вшанування пам'яті
Для вшанування пам'яті жертв депортацій у 1948 році по вулиці Ставкі було відкрито меморіальну таблицю, а в 1988 році пам'ятник авторства архітектора Ганни Шмаленберґ та скульптора Владислава Кламеруса.
Того ж року на збережених будинках по вулиці Ставкі, 5/7 і Ставкі, 10 розміщено меморіальні таблиці, які, як і пам'ятник, є елементами Шляху пам'яті мучеництва і боротьби євреїв у Варшаві. На розі вулиць Ставкі та Дзікої поставлено кам'яний блок Шляху, на якому вирізьблено напис польською та івритом:

| У 1940 році німці утворили в Варшаві так званий «Єврейський житловий квартал» — гетто, в якому закрили за мурами 450 тисяч євреїв, яких стратили у 1940-1943 роках. Оригінальний текст (пол.) W roku 1940 Niemcy utworzyli w Warszawie tzw. «Żydowską Dzielnicę Mieszkaniową» — getto zamykając za murami 450 tys. Żydów których wymordowali w latach 1940-1943. |
Пряма лінія, що поєднує блок із ідентичним боком на розі вулиць Заменгофа та Анєлевіча, показує колишній напрям вулиці Заменгофа, якою євреїв гнали на Умшлагплац.
У 2008 році на вулиці Дзікій встановлено один із 22-х пам'ятників межі варшавського гетто, який стоїть на місці, де раніше знаходилася брама перед перевалочною площею.
У 2014 році фрагмент старого муру Умшлагплацу в дворі Комплексу ліцейних та економічних шкіл № 1 був розібраний, а після очищення цеглин повторно відтворений.
Умшлагплацові присвячений фрагмент постійної експозиції в галереї «Винищення» (пол. Zagłada) Музею історії польських євреїв.

## Умшлагплац в культурі
- Перевалочна площа під час великої депортаційної акції влітку 1942 року була показана у фільмі Піаніст Романа Полянського (2002).
- Минуле й сучасність площі та пов'язаних із ним людей та місць у Варшавському гетто були описані Ярославом Римкєвічем у повісті Umschlagplatz (1988).